# Ajalpan (kommun)
Ajalpan är en kommun i Mexiko.   Den ligger i delstaten Puebla, i den sydöstra delen av landet, 240 km sydost om huvudstaden Mexico City. Antalet invånare är 60 621. Arean är 395 kvadratkilometer.
Terrängen i Ajalpan är varierad.
Följande samhällen finns i Ajalpan:
- Ajalpan
- Tecpantzacoalco
- Cuaxuxpa
- Cuautotolapan
- Huitzmaloc
- Coxolico
- Chichicapa
- San José Buena Vista
- Cinco Señores
- Zacatlamanic
- Cuabcapula
- Tepetlampa
- Mexcaltochintla
- Xochitzinga
- Rancho Nuevo
- Boca del Monte
- Cuahuichotla
- Loma Bonita
- Mazatianquixco
- Esperanza
- Cinco de Mayo
- Achichinalco
- Moyotepec
- Macuilcuautitla
- Ocotempa
- Ahuatepec
- Tlazolapa
- La Escondida
- Tepepa de Zaragoza
- Playa Vicente
- Piscuautla
- Xala
- La Joya
- San Isidro Labrador
- Zacatecochco
- Tlacxitla
- Tierra Blanca
- Bella Vista
- Zacayucan
- Cruz Chichiltzi
- San Isidro el Mirador
- Las Palmas
- Buenavista
- Cuautzintlica
- Macuilquila
- Tequexco